# Bleksot
För sjukdomstillståndet hos växter, se Kloros (växter)
Bleksot eller kloros (av grekiskans chloros, som betyder "blekgrön") är en sjukdomsdiagnos som var vanlig under 1800-talet men som försvann som diagnos på 1920-talet. Bleksot drabbade främst flickor i åldrarna 14–20 år och företrädesvis från medel- och överklassen. Läkarna beskrev de sjuka flickorna som svaga, klena och bleka. De led av undervikt, menstruationsproblem, magbesvär, huvudvärk och järnbrist, och saknade lust till det mesta. Även pojkar, kvinnor och ett fåtal män diagnostiserades som klorotiska. De drabbade ordinerades bland annat att uppsöka kurorter där de skulle dricka mineralvatten, bada gyttjebad och äta järntabletter.
Diagnosen beskrivits idag som en kultursjukdom som berodde på dåtidens kvinnoideal där medel- och överklassens flickor var satta på svältkost,  snördes hårt med korsetter och skulle leva ett stillasittande liv. Bland annat anses svagheten ha orsakats av anemi, i regel förorsakad av järnbrist. Att diagnosen försvann kring 1920-talet förklaras med samhälleliga förändringar som bland annat medförde förändrade levnadssätt, andra ideal, förbättrade sociala och legala förhållanden för flickor och kvinnor samt förbättrade närings- och boendeförhållanden.